# Perturbazione (astronomia)
In astronomia, con perturbazione si indicano le alterazioni dell'orbita di un corpo causate da interazioni di altri oggetti. 
Ad esempio, le orbite delle comete sono spesso perturbate dai campi gravitazionali dei pianeti giganti (l'influenza di Giove ha causato un diminuzione del periodo orbitale della cometa Hale-Bopp da 4200 a 2500 anni). 
Per orbite terrestri, le perturbazioni principali sono causate dalla non sfericità della Terra: per orbite polari non è trascurabile lo schiacciamento dei poli, mentre per orbite equatoriali è importante la non circolarità dell'equatore. I satelliti artificiali, per annullare queste perturbazioni, devono ricorrere a particolari manovre orbitali.

## Aspetti di meccanica orbitale

### Problema dei due corpi
I detriti spaziali e i satelliti in orbita attorno al pianeta Terra si comportano come un qualsiasi corpo celeste in orbita attorno ad uno di massa notevolmente superiore. Il loro moto può essere descritto in prima approssimazione dal cosiddetto problema dei due corpi di Newton, nel quale un corpo di massa M esercita una forza di attrazione gravitazionale su un corpo di massa m, considerati entrambi puntiformi:
{\displaystyle {\vec {F}}=-{\frac {GMm}{r^{2}}}{\hat {r}}=-{\frac {GMm}{r^{3}}}{\vec {r}}}
dove {\displaystyle G=6,67\cdot 10^{-11}\,Nm^{2}/kg^{2}} è la costante di gravitazione universale e {\displaystyle {\vec {r}}} il vettore congiungente le due masse. Si definisce poi costante gravitazionale planetaria il prodotto {\displaystyle \mu =GM}.
Inoltre, dalla seconda legge della dinamica, sappiamo che la forza è pari al prodotto della massa accelerata m per l'accelerazione della stessa: {\displaystyle {\vec {F}}=m{\ddot {\vec {r}}}}. Inserendo queste relazioni nell'espressione della forza gravitazionale, si ottiene l'equazione del moto del corpo di massa m in orbita attorno al corpo di massa M:
{\displaystyle {\ddot {\vec {r}}}=-{\frac {\mu }{r^{3}}}{\vec {r}}}
{\displaystyle {\dot {\vec {r}}}={\vec {v}}}
Il campo gravitazionale che si viene a creare è conservativo e dunque è possibile definire un potenziale gravitazionale:
{\displaystyle U(r)=-{\frac {\mu m}{r}}\qquad \qquad \nabla U={\vec {F}}}
Normalizzando rispetto alla massa orbitante m, si ottiene ancora:
{\displaystyle V(r)=-{\frac {\mu }{r}}}
Infine, una grandezza di grande rilievo è il momento angolare {\displaystyle {\vec {h}}}, definito come:
{\displaystyle {\vec {h}}={\vec {r}}\times {\vec {v}}}
perpendicolare al piano dell'orbita. Poiché tale grandezza si conserva, per il problema dei due corpi si può dedurre che anche il piano dell'orbita è costante.

### Leggi di Keplero
A partire dalle equazioni del moto del problema dei due corpi è possibile allora costruire il modello orbitale descritto dalle Tre leggi di Keplero:
1. L'orbita descritta da un oggetto che ruota intorno alla Terra è un'ellisse, di cui la Terra occupa uno dei due fuochi.
2. Il raggio vettore che unisce il centro della Terra al centro dell'oggetto spazza aree uguali in tempi uguali.
3. Il quadrato del tempo che l'oggetto impiega a percorrere la sua orbita è proporzionale al cubo della sua distanza media dalla Terra.

L'ellisse è il luogo geometrico dei punti la cui somma delle distanze da due punti fissati, detti fuochi, è costante. Considerando un'ellisse centrata nell'origine degli assi di un riferimento cartesiano, con i fuochi sull'asse x, mediante la geometria analitica si giunge alla seguente equazione dell'ellisse:
{\displaystyle {\frac {x^{2}}{a^{2}}}+{\frac {y^{2}}{b^{2}}}=1}
grazie alla quale si possono definire alcune grandezze fondamentali:
- a: semiasse maggiore, distanza massima dal centro dell'ellisse, identifica due vertici
- b: semiasse minore, distanza minima dal centro dell'ellisse, identifica gli altri due vertici
- {\displaystyle c={\sqrt {a^{2}-b^{2}}}}: semidistanza focale, distanza tra un fuoco e il centro; i fuochi sono disposti simmetricamente rispetto al centro
- {\displaystyle e=c/a}: eccentricità, valore che dà una misura della deformazione dell'ellisse a partire da una circonferenza; per quest'ultima i fuochi coincidono fra loro e con il centro e di conseguenza la semidistanza focale è nulla, così come l'eccentricità.

Grazie a queste grandezze si possono evidenziare due punti fondamentali di ogni orbita ellittica: il perigeo e l'apogeo, rispettivamente il punto dell'orbita più vicino alla Terra, dunque al fuoco, e il punto più distante. Questi due punti coincidono anche con i due vertici individuati dall'asse maggiore:
{\displaystyle r_{pe}=a+c=a(1+e)}
{\displaystyle r_{ap}=a-c=a(1-e)}
Dalla seconda legge di Keplero si deduce che la velocità orbitale lungo l'orbita non è costante e si può allora definire un moto medio n, che ha le dimensioni di una velocità angolare:
{\displaystyle n={\sqrt {\frac {\mu }{a^{3}}}}}
dove {\displaystyle \mu _{T}=398600.4415\,km^{3}/s^{2}} è la costante gravitazionale della Terra. Dal moto medio si può successivamente ricavare il periodo orbitale:
{\displaystyle T={\frac {2\pi }{n}}=2\pi {\sqrt {\frac {a^{3}}{\mu }}}}
relazione che corrisponde perfettamente alla terza legge di Keplero.

### Parametri orbitali
I parametri che definiscono un'orbita sono definiti parametri orbitali e, in particolare, quelli che rappresentano angoli caratteristici sul piano dell'orbita sono definiti anomalie:
- {\displaystyle \theta }: anomalia vera, misura l'angolo fra il raggio vettore, che collega satellite e centro della Terra, e il segmento Terra-perigeo

- {\displaystyle \psi }: anomalia eccentrica; tracciando la perpendicolare al semiasse maggiore per un dato punto dell'orbita ellittica si intercetta la circonferenza con diametro pari all'asse maggiore e centrata nel centro dell'ellisse. L'anomalia eccentrica misura l'angolo fra il raggio della circonferenza in tale punto e il raggio che intercetta il perigeo. Per essa valgono le relazioni:

{\displaystyle \tan \left({\frac {\psi }{2}}\right)={\sqrt {\frac {1-e}{1+e}}}\tan \left({\frac {\theta }{2}}\right)}
{\displaystyle \cos \psi ={\frac {e+\cos \theta }{1+e\cos \theta }}}
- M: anomalia media, collegata all'area spazzata dal raggio vettore A, tramite la relazione:

{\displaystyle A={\frac {abM}{2}}}
dove a e b sono i semiassi. Quando {\displaystyle M=2\pi } l'area spazzata dal raggio vettore coincide con l'area dell'ellisse {\displaystyle \pi ab}. Per la seconda legge di Keplero, la velocità areolare {\displaystyle {\dot {A}}} è costante e quindi anche la derivata temporale dell'anomalia media deve essere costante e precisamente uguale al moto medio n:
{\displaystyle {\dot {M}}=n={\sqrt {\frac {\mu }{a^{3}}}}}
L'anomalia media si può ancora definire come:
{\displaystyle M=n\Delta t_{pe}=\psi -e\sin \psi }
dove {\displaystyle \Delta t_{pe}} è il tempo trascorso dal passaggio al perigeo:
{\displaystyle \Delta t_{pe}={\sqrt {\frac {a^{3}}{\mu }}}\left[2\arctan \left({\sqrt {\frac {1-e}{1+e}}}\tan \left({\frac {\theta }{2}}\right)\right)-{\frac {e{\sqrt {1-e^{2}}}\sin \theta }{1+e\cos \theta }}\right]}
Per completare la trattazione delle grandezze che definiscono il moto sul piano dell'orbita, possiamo ancora introdurre:
- p: semilatus rectum, ovvero la distanza dal fuoco del punto dell'orbita individuato dalla perpendicolare al semiasse maggiore passante per il fuoco stesso:

{\displaystyle p=a(1-e^{2})}
- r: raggio vettore nel punto generico, di cui prima avevamo fornito solo i valori al perigeo e all'apogeo:

{\displaystyle r={\frac {p}{1+e\cos \theta }}={\frac {a(1-e^{2})}{1+e\cos \theta }}=a(1-e\cos \psi )}
{\displaystyle r_{pe}=a(1+e)}
{\displaystyle r_{ap}=a(1-e)}
- V: velocità orbitale nel punto generico:

{\displaystyle V={\sqrt {{\frac {\mu }{a}}{\frac {1+e^{2}+2e\cos \theta }{1-e^{2}}}}}={\sqrt {{\frac {\mu }{a}}{\frac {1+e\cos \psi }{1-e\cos \psi }}}}}
{\displaystyle V_{pe}={\sqrt {{\frac {\mu }{a}}{\frac {1+e}{1-e}}}}}
{\displaystyle V_{ap}={\sqrt {{\frac {\mu }{a}}{\frac {1-e}{1+e}}}}}
- {\displaystyle \xi }: energia dell'orbita, somma, costante, dell'energia cinetica e dell'energia gravitazionale:

{\displaystyle \xi ={\frac {V^{2}}{2}}-{\frac {\mu }{r}}=-{\frac {\mu }{2a}}=f(a)<0}
Fino ad ora la trattazione ha riguardato esclusivamente i parametri orbitali definiti sul piano dell'orbita bidimensionale, il quale però è inserito in un sistema di riferimento inerziale tridimensionale con origine nel centro della Terra. Esso è costituito da una terna di assi, dove l'asse X è puntato verso il solstizio di primavera dell'oriente, l'asse Y è perpendicolare al precedente sul piano equatoriale, mentre l'asse Z punta al Nord terrestre. In questo sistema di riferimento si possono definire altri tre angoli fondamentali:
- {\displaystyle \Omega }: ascensione retta del nodo ascendente (RAAN), misurato nel piano X-Y a partire dall'asse X; il nodo ascendente è il punto in cui il satellite attraversa il piano di riferimento X-Y, mentre il segmento dei nodi ascendenti collega la Terra al nodo ascendente
- i: inclinazione dell'orbita, ovvero l'angolo che il piano dell'orbita forma con il piano di riferimento
- {\displaystyle \omega }: argomento del perigeo, che identifica la posizione del perigeo sull'orbita; è misurato sul piano dell'orbita a partire dal segmento dei nodi ascendenti

## Classificazione dei fenomeni perturbativi
Le orbite dei detriti spaziali, come quelle dei satelliti, sono soggette a fenomeni perturbativi che ne modificano i parametri orbitali. Il modello ellittico descritto dalle tre leggi di Keplero è valido per il problema dei due corpi in assenza di perturbazioni; tuttavia, nei casi reali, esse possono essere non trascurabili.
Tutti i fenomeni perturbativi possono essere suddivisi in quattro categorie, a seconda della loro dipendenza dal tempo:
- perturbazioni secolari: sono in prima approssimazione proporzionali al tempo e determinano perciò un continuo aumento o una continua riduzione della grandezza su cui agiscono

- perturbazioni periodiche di lungo periodo: causano variazioni armoniche dei parametri orbitali in tempi dell'ordine del periodo di rotazione del periastro, per perturbazioni geopotenziali, oppure dell'ordine di mesi e anni per perturbazioni dovute alla presenza del Sole o della Luna

- perturbazioni periodiche di corto periodo: causano variazioni armoniche dei parametri orbitali con periodi dell'ordine di quello di rivoluzione del satellite stesso intorno alla Terra

- perturbazioni risonanti: causano variazioni dei parametri orbitali mediante l'incremento dell'energia in un sistema altrimenti conservativo, sfruttando una risonanza, ovvero un sincronismo, tra il fenomeno perturbativo e il moto orbitale.

Le perturbazioni secolari possono essere considerate lineari nel tempo se si considera un intervallo di tempo finito. Inoltre, soltanto a partire dagli anni '50 del ventesimo secolo si è riusciti a distinguere correttamente le perturbazioni secolari vere da quelle di lunghissimo periodo.
Perturbazioni secolari sono ad esempio quelle di origine non gravitazionale, come la pressione solare e la resistenza aerodinamica, che generano campi non conservativi. Le perturbazioni legate al potenziale gravitazionale hanno invece natura periodica e conservativa, come ad esempio la non perfetta sfericità della Terra o la presenza di un terzo corpo, da cui deriva il problema dei tre corpi, estendibile ad n-corpi, del quale tuttavia non si conosce una soluzione analitica per il caso generale. Le teorie classiche mostrano che, tra i parametri orbitali, il semiasse maggiore a, l'eccentricità e e l'inclinazione i sono soggetti esclusivamente a perturbazioni periodiche, mentre l'argomento del perigeo ω, l'ascensione retta del nodo ascendente Ω e l'anomalia media M sono soggetti sia a fenomeni periodici che secolari.

## Potenziale perturbato
Il fenomeno perturbativo di maggiore interesse è dato dalla non perfetta sfericità della Terra, la cui forma reale è più simile ad uno sferoide oblato. I raggi misurati all'equatore e ai poli differiscono di circa 21 km: tale rigonfiamento equatoriale è dovuto alla forza centrifuga derivante dal moto di rotazione della Terra intorno al proprio asse.
Partendo dalla definizione di potenziale gravitazionale espresso in coordinate polari {\displaystyle (r,\theta ,\phi )} nel caso specifico di corpo assialsimmetrico:
{\displaystyle V(r)=-{\frac {\mu }{r}}}
si aggiunge un contributo perturbativo sotto forma di espansione in serie:
{\displaystyle V(r,\phi )=-{\frac {\mu }{r}}\left[1+\sum _{k=2}^{\infty }J_{k}\left({\frac {r_{E}}{r}}\right)^{k}P_{k}(\sin \phi )\right]}
I coefficienti {\displaystyle J_{k}} rappresentano le armoniche dell'espansione, mentre {\displaystyle P_{k}(\sin \phi )} è il k-esimo Polinomio di Legendre di {\displaystyle \sin \phi }:
{\displaystyle P_{k}(x)=(2^{k}k!)^{-1}{\frac {d^{k}}{dx^{k}}}\left[(x^{2}-1)^{k}\right]}
Di tutte le armoniche che definiscono l'espansione in serie nel caso di uno sferoide oblato, il termine dominante è {\displaystyle J_{2}}:
{\displaystyle J_{2}=1.082629\cdot 10^{-3}}
mentre tutti gli altri coefficienti {\displaystyle J_{k}} sono dell'ordine di {\displaystyle 10^{-6}}. Esplicitando il termine per {\displaystyle k=2} si ottiene il contributo di {\displaystyle J_{2}} al potenziale gravitazionale:
{\displaystyle P_{2}(x)={\frac {1}{2}}(3x^{2}-1)}
{\displaystyle V(r,\phi )_{J_{2}}=-{\frac {\mu J_{2}r_{E}^{2}}{2r^{3}}}\left(3\sin ^{2}\phi -1\right)}

## Equazioni perturbate di Newton
L'equazione di Newton per il problema dei due corpi non perturbato può essere modificata aggiungendo un'accelerazione {\displaystyle {\vec {p}}}, espressa nello stesso sistema di riferimento di {\displaystyle {\vec {r}}}:
{\displaystyle {\dot {\vec {v}}}=-{\frac {\mu }{r^{3}}}{\vec {r}}+{\vec {p}}}
che si può anche riscrivere come:
{\displaystyle {\ddot {\vec {r}}}=-{\frac {\mu }{r^{3}}}{\vec {r}}+{\vec {p}}}
{\displaystyle {\dot {\vec {r}}}={\vec {v}}}
Integrando numericamente si possono ottenere il vettore posizione e il vettore velocità che definiscono interamente l'orbita perturbata: in ogni istante si ricaverà una differente orbita kepleriana, definita orbita osculatrice. Tuttavia, tali equazioni differenziali vengono utilizzate solo nei casi in cui si renda necessaria un'elevata accuratezza nella propagazione dell'orbita, come ad esempio nella fase di rientro in atmosfera quando le perturbazioni sono notevoli.

## Equazioni perturbate di Gauss
Per un'accelerazione generica {\displaystyle {\vec {p}}} si possono ricavare le equazioni perturbate di Gauss, valide anche nel caso di perturbazioni non conservative come pressione solare e resistenza aerodinamica. Si scompone innanzitutto l'accelerazione secondo un sistema di riferimento locale:
{\displaystyle {\vec {p}}=R{\hat {R}}+S{\hat {S}}+W{\hat {W}}}
dove si possono distinguere le tre componenti:
- {\displaystyle R}: componente radiale
- {\displaystyle S}: componente nella direzione del moto del satellite, perpendicolare a {\displaystyle {\vec {R}}}, sul piano dell'orbita osculatrice
- {\displaystyle W}: componente nella direzione del momento angolare {\displaystyle {\hat {R}}\times {\hat {S}}}

Dopodiché, si riportano le derivate temporali dei parametri orbitali:

{\displaystyle {\begin{aligned}{\frac {da}{dt}}&={\frac {2}{n{\sqrt {1-e^{2}}}}}\{e\sin(\theta )R+[1+e\cos(\theta )]S\}\\{\frac {de}{dt}}&={\frac {\sqrt {1-e^{2}}}{na}}\left\{\sin(\theta )R+\left[{\frac {e+cos(\theta )}{1+e\cos(\theta )}}+\cos(\theta )\right]S\right\}\\{\frac {di}{dt}}&={\frac {1}{na{\sqrt {1-e^{2}}}}}{\frac {r}{a}}\cos(\theta +\omega )W\\{\frac {d\Omega }{dt}}&={\frac {1}{na{\sqrt {1-e^{2}}}}}{\frac {r}{a}}{\frac {\sin(\theta +\omega )}{\sin(i)}}W\\{\frac {d\omega }{dt}}&={\frac {\sqrt {1-e^{2}}}{nae}}\left\{-R\cos(\theta )+\left[1+{\frac {1}{1+e\cos(\theta )}}\right]\sin(\theta )S-{\frac {d\Omega }{dt}}\cos(i)\right\}\\{\frac {dM}{dt}}&=n+{\frac {1-e^{2}}{nae}}\left\{\left[{\frac {-2e}{1+e\cos(\theta )}}+\cos(\theta )\right]R-\left[1+{\frac {1}{1+e\cos(\theta )}}\right]\sin(\theta )S\right\}\end{aligned}}}

dove il modulo del raggio vettore in funzione dei parametri orbitali ricordiamo essere:
{\displaystyle r={\frac {p}{1+e\cos(\theta )}}={\frac {a(1-e^{2})}{1+e\cos(\theta )}}}

## Equazioni perturbate di Lagrange
Nel caso agiscano solo forze conservative, come quelle gravitazionali, le equazioni di Gauss possono essere semplificate ottenendo le equazioni di Lagrange. Esse si rivelano quindi adatte allo studio delle perturbazioni gravitazionali causate dall'attrazione di altri corpi celesti e dalla forma oblata della Terra. Ricordando l'espressione del potenziale gravitazionale nel caso di orbite perturbate:
{\displaystyle V(r,\phi )=-{\frac {\mu }{r}}\left[1+\sum _{k=2}^{\infty }J_{k}\left({\frac {r_{E}}{r}}\right)^{k}P_{k}(\sin \phi )\right]}
si ricavano le seguenti equazioni:

{\displaystyle {\begin{aligned}{\frac {da}{dt}}&={\frac {2}{na}}{\frac {\partial V}{\partial M}}\\{\frac {de}{dt}}&={\frac {1-e^{2}}{na^{2}e}}{\frac {\partial V}{\partial M}}-{\frac {\sqrt {1-e^{2}}}{na^{2}e}}{\frac {\partial V}{\partial \omega }}\\{\frac {di}{dt}}&={\frac {-1}{na^{2}{\sqrt {1-e^{2}}}\sin(i)}}\left[{\frac {\partial V}{\partial \Omega }}+\cos(i){\frac {\partial V}{\partial \omega }}\right]\\{\frac {d\Omega }{dt}}&={\frac {1}{na^{2}{\sqrt {1-e^{2}}}\sin(i)}}{\frac {\partial V}{\partial i}}\\{\frac {d\omega }{dt}}&={\frac {\sqrt {1-e^{2}}}{na^{2}e}}{\frac {\partial V}{\partial e}}-{\frac {\cos(i)}{na^{2}{\sqrt {1-e^{2}}}\sin(i)}}{\frac {\partial V}{\partial i}}\\{\frac {dM}{dt}}&=n-{\frac {2}{na}}{\frac {\partial V}{\partial a}}-{\frac {1-e^{2}}{na^{2}e}}{\frac {\partial V}{\partial e}}\end{aligned}}}

In precedenza, si era anche determinato il contributo di {\displaystyle J_{2}} al potenziale perturbato in coordinate sferiche {\displaystyle (r,\theta ,\phi )}:
{\displaystyle V(r,\phi )_{J_{2}}=-{\frac {\mu J_{2}r_{E}^{2}}{2r^{3}}}\left(3\sin ^{2}\phi -1\right)}
dove si possono introdurre i parametri orbitali mediante la relazione {\displaystyle \sin \phi =\sin i\sin \theta }:
{\displaystyle V(r,\phi )_{J_{2}}=-{\frac {\mu J_{2}r_{E}^{2}}{2r^{3}}}\left(3\sin ^{2}i\sin ^{2}\theta -1\right)}

## Modello dinamico semplificato
I modelli comunemente utilizzati per la propagazione delle orbite degli oggetti intorno alla Terra sono i Simplified Perturbations models, ovvero cinque modelli matematici (SGP, SGP4, SDP4, SGP8, SDP8) che permettono di calcolare i vettori orbitali di stato dei satelliti e degli space debris in un sistema di riferimento inerziale con origine nel centro della Terra. I vettori orbitali di stato, anche detti semplicemente di stato, sono il vettore posizione e il vettore velocità, che costituiscono un set di sei parametri alternativi ai parametri orbitali in grado di determinare completamente l'orbita del satellite.
Tali modelli matematici si basano sul cosiddetto two-line element, un formato dati sviluppato da NORAD e NASA che fornisce in due righe tutte le informazioni utili riguardanti un satellite, fra cui i parametri orbitali. Le soluzioni ottenute tengono conto di varie perturbazioni:
- forma della Terra
- resistenza aerodinamica dell'atmosfera
- radiazione solare
- forze gravitazionali di altri corpi celesti, come Sole e Luna

Tuttavia, essi possiedono già nell'istante iniziale, chiamato epoca, un errore di circa {\displaystyle 1\,km}, destinato a crescere di ulteriori 1-3 km al giorno; per tale ragione non sono molto accurati sul lungo periodo e dopo pochi giorni si rendono già necessarie alcune correzioni. Inoltre, la categoria dei Simplified General Perturbations models, a cui appartiene il modello maggiormente sfruttato (SGP4), si limita ad oggetti vicini alla Terra e con un periodo di rivoluzione inferiore ai 225 minuti. Tali requisiti rendono questi modelli applicabili esclusivamente alle orbite LEO, le quali sono caratterizzati da periodi di circa 90 minuti.
Il modello dinamico qui impiegato introduce alcune importanti semplificazioni:
- la resistenza aerodinamica dell'atmosfera è trascurabile, dati i valori relativamente elevati dei semiassi maggiori e dunque delle altitudini

- radiazioni e forze gravitazionali da parte di altri corpi celesti sono trascurate, poiché, nonostante le altitudini siano elevate per la resistenza atmosferica, sono ancora classificabili come Low Earth Orbit

- l'unica perturbazione considerata è quella derivante dalla non sfericità della Terra {\displaystyle (J_{2})}

- semiasse a, inclinazione i ed eccentricità e sono assunti costanti

- {\displaystyle \Omega }, {\displaystyle \omega } e {\displaystyle M} variano linearmente nel tempo

Le uniche grandezze a subire variazioni nel tempo sono dunque {\displaystyle \Omega }, {\displaystyle \omega } e {\displaystyle M} secondo le seguenti leggi, ricavate dalle relazioni più generali di Lagrange:
{\displaystyle {\begin{aligned}{\frac {d\Omega }{dt}}&=-{\frac {3}{2}}\left({\frac {r_{E}}{p}}\right)^{2}nJ_{2}\cos i\\{\frac {d\omega }{dt}}&={\frac {3}{4}}\left({\frac {r_{E}}{p}}\right)^{2}nJ_{2}\left(5\cos ^{2}i-1\right)\\{\frac {dM}{dt}}&=n+{\frac {3}{4}}\left({\frac {r_{E}}{p}}\right)^{2}nJ_{2}{\sqrt {1-e^{2}}}\left(3\cos ^{2}i-1\right)\end{aligned}}}
dove {\displaystyle n={\sqrt {\mu /a^{3}}}} è il moto medio, {\displaystyle \mu } la costante gravitazionale della Terra, {\displaystyle r_{E}} il raggio terrestre all'equatore, {\displaystyle p=a(1-e^{2})} il semilatus rectum e {\displaystyle J_{2}=1.082629\cdot 10^{-3}} la perturbazione geopotenziale.
Dati i valori iniziali dei parametri orbitali, possono esserne calcolati in qualsiasi istante t i successivi valori perturbati e, di conseguenza, anche i vettori posizione e velocità. Si nota immediatamente che la derivata dell'anomalia media è l'unica a possedere un termine non dipendente da {\displaystyle J_{2}}: ciò avviene perché anche in assenza di perturbazioni, la sua variazione è pari al moto medio n. Inoltre, essendo a, e, i costanti nel tempo, le derivate di {\displaystyle {\dot {\Omega }}}, {\displaystyle {\dot {\omega }}}, {\displaystyle {\dot {M}}} sono anch'esse costanti fissati questi parametri.
I risultati ottenuti con questo modello dinamico, se confrontati con la propagazione SGP4, mostrano un accordo fino a 200 giorni di propagazione per la maggior parte dei parametri orbitali.

## Condizioni di complanarità
Si possono sfruttare le perturbazioni sopra descritte, ed in particolare la perturbazione {\displaystyle J_{2}}, per attendere che si verifichi complanarità fra due satelliti o detriti spaziali. In tale circostanza il costo di trasferimento in termini di {\displaystyle \Delta V} viene minimizzato. Dati i valori iniziali al tempo {\displaystyle t_{0}} delle RAAN dei due oggetti {\displaystyle \Omega _{i}(t_{0})} e {\displaystyle \Omega _{j}(t_{0})} e le rispettive derivate temporali {\displaystyle {\dot {\Omega }}_{i}} e {\displaystyle {\dot {\Omega }}_{j}}, si può facilmente determinare il tempo di incontro {\displaystyle t^{*}}, calcolato a partire da {\displaystyle t_{0}}, per il quale {\displaystyle \Delta \Omega =0}:

{\displaystyle \Omega _{i}(t_{0})+t^{*}{\dot {\Omega }}_{i}=\Omega _{j}(t_{0})+t^{*}{\dot {\Omega }}_{j}+K2\pi }

{\displaystyle t^{*}={\frac {\Omega _{j}(t_{0})-\Omega _{i}(t_{0})+K2\pi }{{\dot {\Omega }}_{i}-{\dot {\Omega }}_{j}}}}
dove la costante intera arbitraria K è scelta in modo da ottenere il minimo tempo positivo di  trasferimento. Il tempo {\displaystyle t^{*}} corrisponde al tempo di attesa, a partire dall'istante iniziale {\displaystyle t_{0}}, necessario affinché si verifichi la complanarità fra i due oggetti i e j; inoltre esso è valido in entrambe le direzioni di trasferimento. Infine, si può ancora valutare l'intervallo di tempo dopo cui si ripete una data configurazione, ad esempio la complanarità:
{\displaystyle \Delta t=\left|{\frac {2\pi }{{\dot {\Omega }}_{i}-{\dot {\Omega }}_{j}}}\right|}

## Legame fraΩ̇e semiasse maggiore
Per evidenziare il legame fra la derivata temporale dell'ascensione retta del nodo ascendente e il semiasse maggiore si riscrive la relazione presentata nel modello dinamico semplificato:
{\displaystyle {\dot {\Omega }}=-{\frac {3}{2}}\left({\frac {r_{E}}{p}}\right)^{2}nJ_{2}\cos i}
Si esplicita poi il semilatus rectum e il moto medio:
{\displaystyle {\dot {\Omega }}=-{\frac {3}{2}}\left({\frac {r_{E}}{a(1-e^{2})}}\right)^{2}{\sqrt {\frac {\mu }{a^{3}}}}J_{2}\cos i}
Approssimando {\displaystyle e\simeq 0} e quindi {\displaystyle p\simeq a} si ottiene:
{\displaystyle {\dot {\Omega }}=-{\frac {3}{2}}r_{E}^{2}{\sqrt {\mu }}J_{2}a^{-7/2}\cos i}
Si deriva infine rispetto al semiasse maggiore:
{\displaystyle {\frac {d{\dot {\Omega }}}{da}}=-{\frac {7}{2}}{\frac {\dot {\Omega }}{a}}}